# الرتب الوسطانية (الرتب)
الرتب الوسطانية هي إحدى مشيخات المملكة المغربية، تتبع جغرافيا لإقليم الرشيدية وإداريًا لالرتب. يقدر عدد سكانها بـ 835 نسمة حسب الإحصاء الرسمي للسكان والسكنى لسنة 2004.